# 达讷马里
达讷马里（法語：Dannemarie，法語發音：[danmaʁi] ⓘ）是法国上莱茵省的一个市镇，位于该省西南部，属于阿尔特基什区。

## 地理
达讷马里（47°37'48"N, 7°7'9"E）面积4.35 平方千米，位于法国大東部大區上莱茵省，该省份为法国东部内陆省份，是阿尔萨斯的一部分，今与下莱茵省组成了阿尔萨斯欧洲集体，其北临下莱茵省，西接孚日省，西南接贝尔福地区省，东侧沿莱茵河与德国相望，南与瑞士接壤。
与达讷马里接壤的市镇（或旧市镇、城区）包括：芒斯帕克、雷茨维莱尔、沃尔弗斯多夫、戈默斯多夫、巴莱尔斯多尔、阿尔特纳克。
达讷马里的时区为UTC+01:00、UTC+02:00（夏令时）。

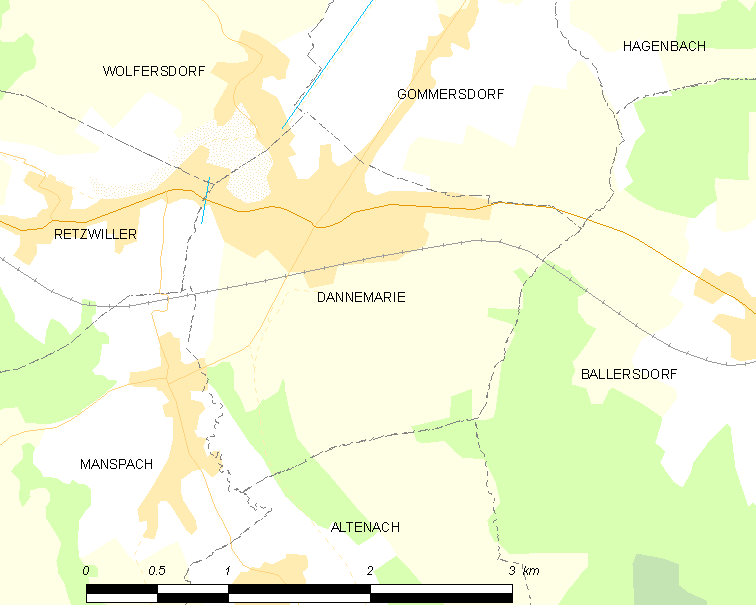
达讷马里的OSM定位图

## 行政
达讷马里的邮政编码为68210，INSEE市镇编码为68068。

## 政治
达讷马里所属的省级选区为马斯沃-尼德布吕克县。

## 人口

1962-2008年间达讷马里人口变化图示

达讷马里于2022年1月1日时的人口数量为2258人。